# Гевко Богдан Матвійович
Гевко Богдан Матвійович (24 січня 1940, с. Нижчі Луб'янки Збаразького району Тернопільської області, Україна — 19 березня 2019, Тернопіль) — вчений галузевого і загального машинобудування, доктор технічних наук, професор кафедри технології машинобудування та автомобілів Тернопільського національного технічного університету імені Івана Пулюя, заслужений винахідник України, академік інженерної академії України.

## Освіта
У 1957 р. закінчив Збаразьку середню школу № 2 з медаллю.
У 1957–1962 рр. навчався на механічному факультеті Львівського сільськогосподарського інституту, фах — інженер-механік.

## Вчені ступені, звання
Кандидатську дисертацію «Розробка і дослідження дозаторів сипких матеріалів» захистив у 1971 р., керівник — академік Василенко М. П., Українська сільськогосподарська академія, м. Київ.
Докторську дисертацію захистив у 1987 р. в Ростовському інституті сільськогосподарського машинобудування, м. Ростов-на-Дону, Росія. Звання професора отримав у 1988 р.

## Професійна діяльність
Працював на посадах: інженер-технолог, старший інженер інструментального цеху.
З 1971 р. – асистент кафедри технології машинобудування Тернопільського національного технічного університету імені Івана Пулюя, 1974 р. став завідувачем кафедри, а з 1988 р. – професором.
У 1990 р. присвоєно звання «Заслужений винахідник України».
З 1992 р. академік інженерної академії України.
У 2002 р. був головою спеціалізованої ради К 58.052.03 із захисту кандидатських дисертацій за спеціальностями 05.02.08 «Технологія машинобудування», 05.03.01 «Процеси мехобробки, верстати та інструменти», 05.05.05 «Піднімально-транспортні машини», які функціонують при Тернопільському національному технічному університеті ім. Івана Пулюя.
У 2015 році нагороджений орденом «За заслуги» ІІІ ступеня.

## Наукові інтереси
Наукові досягнення: розробки додані в Нормалі Міністерства тракторного і сільськогосподарського машинобудування. 
Підготував 4 докторів наук та 30 кандидатів наук із 4 спеціальностей. Автор і співавтор 420 публікацій, із них 5 монографій, 302 авторських свідоцтв і патентів України, 115 наукових статей, 2 підручники з грифом МОН.

## Вшанування пам'яті
24 січня 2025 року на фасаді технічного університету ім. Івана Пулюя відкрили пам’ятний барельєф.

## Вибрані праці
1. Гевко Б. М. Технология изготовления спиралей шнеков: Монография .-Львів: Вища школа,1986 .-128 с.
2. Гевко Б.М., Рогатынский Р.М. Винтовые подающие механизмы сельскохозяйственных машин / Упорядники: М.Медюх, В.Лазарюк. — Львов : Вища школа, 1989. — 176 с. — ISBN 5-11-000511-7.
3. Гевко Б. М., Капаціла Ю. Б., Ткаченко І. Г. Дипломне проектування за спец. 7.090202 «Технологія машинобудування»: Навчально-методичний посібник/Під ред. Гевка Б. М.-Тернопіль: ТДТУ,2003 .-68 с.
4. Гевко Б. М., Матвійчук А. Б. Технологія обробки на верстатах з ЧПК: Навчальний посібник .-Тернопіль: ТДТУ,2004 .-131 с.
5. Гевко Б. М., Матвійчук А. Б. Технологія обробки на верстатах з ЧПК: Навчальний посібник/Під ред. Гевка Б. М.-Тернопіль: ТДТУ,2004 .-131 с.-К-ра технології машинобудування.
6. Гевко Б., Білик С., Логуш І., Колісник О. Інженерна методика проектування верстата для порізки конвеєрних стрічок//Вісник Тернопільського державного технічного університету.-2006.-№ 2.-том 14 .-с.51-56.
7. Гевко Б., Гевко Іг. Основи проектування головок для розточування внутрішніх кільцевих канавок//Вісник Тернопільського державного технічного університету.-2006.-№ 3.-том 14 .-с.43-48.
8. Гевко Б., Чвартацький І. До питання розрахунку апарата точного висіву насіння з гасником горизонтальної швидкості//Вісник Тернопільського державного технічного університету.-2006.-№ 1.-том 14 .-с.52-56.
9. Гевко Б.М., Гевко І.Б., Радик Д.Л. Технологія сільськогосподарського машинобудування:Підручник для вищих технічних та аграрно-технічних навчальних закладів / Під ред. проф. Гевка Б.М. — Київ : Кондор, 2006. — 496 с. — ISBN 966-351-002-1.
10. Гевко Б.М., Брощак І.І., Гевко І.Б. Технологічне забезпечення оброблення спеціальних внутрішніх поверхонь. — Тернопіль : ТДТУ, 2007. — 376 с. — ISBN 966-305-026-8.
11. Гевко Б., Дячун А.Динаміка процесу розточування гвинтових гофрованих заготовок (ГГЗ)//Вісник Тернопільського державного технічного університету.-2008.-№ 1.-том 14 .-с.70-79.
12. Гевко Б., Палюх А. Технологічні передумови неперервного формоутворення соленоїдів з круглим поперечним січенням//Вісник Тернопільського державного технічного університету.-2008.-№ 3.-том 14 .-с.88-92.
13. Гевко Б.М., Дичковський М.Г., Матвійчук А.В. Технологічна оснастка:Контрольні пристрої.Навчальний посібник / Під ред. проф. Гевка Б.М. — Київ : Кондор, 2009. — 220 с. — ISBN 978-966-351-224-2.
14. Гевко Р., Солтисюк В., Клендій М. Обґрунтування конструктивних і кінематичних параметрів очисних роторних дисків // Вісник ТДТУ. — 2009. — Том 14. — № 1. — С. 56-61. — (машинобудування, автоматизація виробництва та процеси механічної обробки) [Архівовано 1 жовтня 2014 у Wayback Machine.].
15. Гевко Б. М. Технологічне оснащення для виготовлення гвинтових елементів теплоагрегатів / Гевко Б. М., Пономаренко С. В., Палюх А. Я. // Вісник ТДТУ. — 2010. — Том 15. — № 1. — С. 52-60. — (машинобудування, автоматизація виробництва та процеси механічної обробки) [Архівовано 13 травня 2018 у Wayback Machine.].
16. Розрахунок оправки затискної конусної сегментної металорізальних верстатів / Гевко Б., Стефанів В., Ляшук О.та ін. // Вісник ТНТУ. — 2010. — Том 15. — № 3. — С. 48-54. — (машинобудування, автоматизація виробництва та процеси механічної обробки) [Архівовано 1 жовтня 2014 у Wayback Machine.].